# スポーツチャンバラ

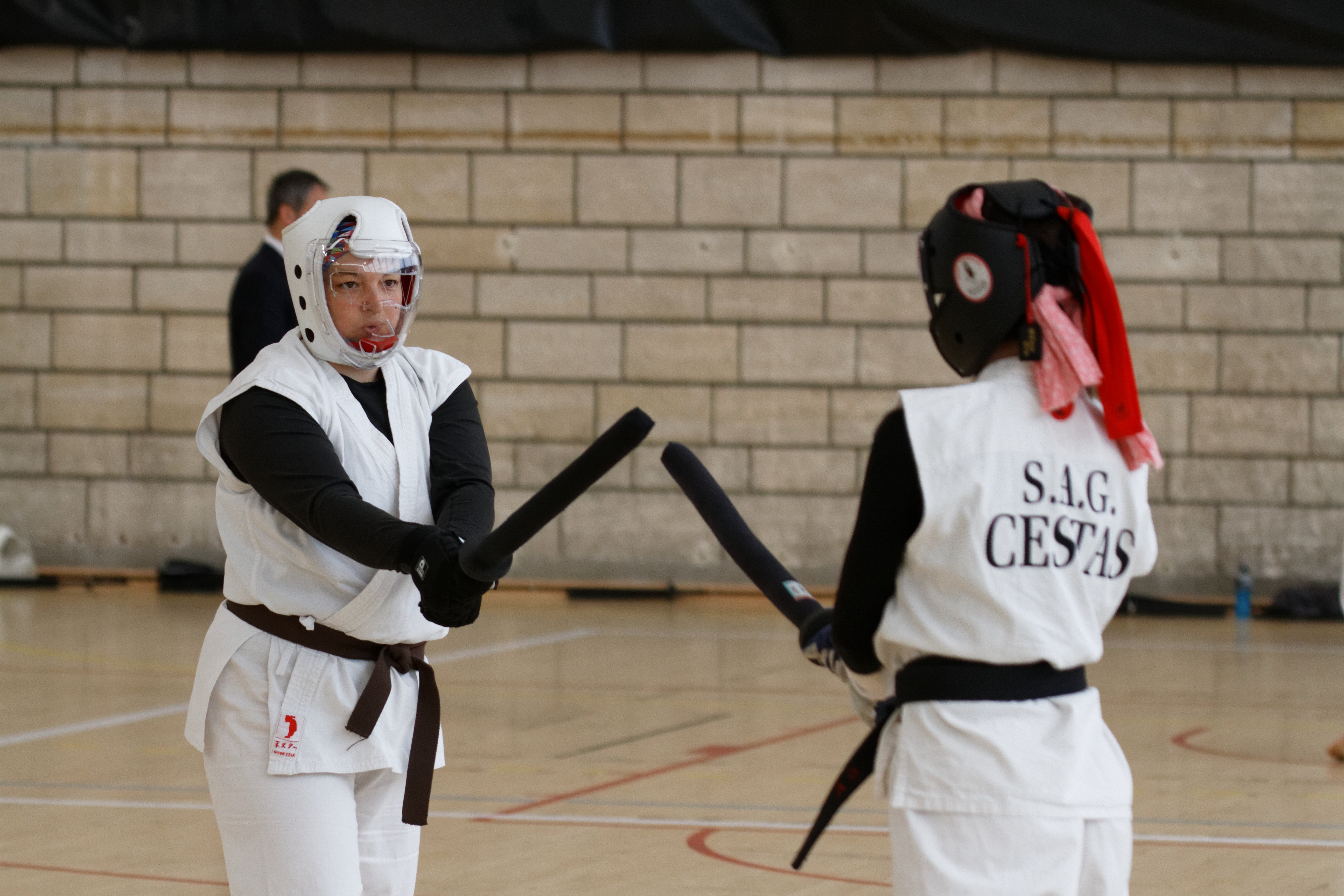

スポーツチャンバラは、1971年に田邊哲人によって始められた競技。日本において遊戯として存在したチャンバラごっこと小太刀護身道を基にし、スポチャン面とエアーソフト剣（短刀・小太刀・長剣・杖・棒・槍の各種）、楯や籠手を用いる競技（異種試合）である。略称はスポチャン。

## 概要
遊び道具として現代のようなテレビゲームが存在しなかった頃、子供の遊びとしてチャンバラごっこがあった。神社や野山に出かけて棒切れを振り回していたが、今は走り回る空き地さえ見当たらないため、遊び場だった境内や野山を学校の体育館やスポーツセンターに移し、スポーツとしてチャンバラを蘇らせたのが「スポーツチャンバラ(スポチャン）」である。1973年（昭和48年）、田邊哲人が全日本護身道連盟（のちの国際スポーツチャンバラ協会）を設立している。
剣道は「くさい」「痛い」「防具をつけるのが面倒くさい」といった否定的イメージが強く、これらのイメージが剣道の技や用具に関わるものであることから、固定的なイメージとして定着してしまいがちであるのに対して、スポーツチャンバラは剣道よりも打ち合いの楽しさを重視したスポーツである点や基本指導の時間短縮や早期に互角稽古が導入できる利点があり、武道必修化に伴う学校教育への導入が模索されている。また、リハビリテーションとしての効果が期待されたり、障害者でも工夫次第で十分な運動能力を発揮できるスポーツとして高く評価されている。

## ルール
1試合は3分間、3本勝負（延長あり）。ルールは簡単で、十分な威力で相手の身体のどこでも良いので剣で叩く（斬る）と1本となる。つまり、「足から面まで全身が有効打突」であり、どこを打っても得点、どこを打たれても失点。コートは7×7メートル程度で、場外は一度は許されるが、二度目は反則負けを取られる。
競技者が用いるエアーソフト剣の種類別に種目が分かれ、小太刀の部・長剣フリーの部・長剣両手の部・二刀の部・楯小太刀の部・楯長剣の部・杖の部・棒の部・短槍の部・長槍の部・長巻の部・短刀の部・楯短刀の部があり、合戦の部（20人対20人か、50人対50人）・乱戦の部（1人と2〜3人、2人と3〜5人）という種目もある。

## 用具（得物）
小太刀
全長60cm以下。「スポチャンは小太刀にはじまって小太刀に終わる」と言われるほど人気が高く、基本的な得物であると同時に、護身道として最適とされる。変形として短刀（全長45cm以下）がある。こちらは競技上、蹴り技を認められている。
長剣
全長100cm。両手で用いる競技は「長剣両手」、片手で用いる競技は「長剣フリー」と呼ばれる。競技会を重ねるごとに片手操法が多数を占めるようになったが、本来長剣フリーでは両手・片手どちらの持ち方でも認められる。
杖
全長140cm以下。杖は棒の短いものと長剣の柄の長いものがあり、その他に三節棍やチギリ木、ヌンチャク、鎖鎌、トンファーなどが含まれる。
棒
全長200cm以下。棒先や棒尻を交互に使う左右打ちや、一回転して反動を利用して打つ回転、横面打ちや足打ちなど、相手の意表をつく攻撃が可能である。
長巻
全長200cm以下。長刀・長巻・大身槍などがあるが、突くか薙ぐかのどちらを主にしているかで名称を分けているだけである。

## 主な大会
本部主要大会として、以下の大会が挙げられている。
- 世界選手権大会
- 全日本選手権大会
- 田邊杯争奪戦大会
- 全国レクリエーション大会
- 各都道府県大会
- 各市区町村大会
- 全国少年少女大会（高校生以下の選手が対象）
- 全日本学生大会（大学生・短大生が対象。一般社団法人日本スポーツチャンバラ学生連盟によって主催されている。）
- 各地方（北海道東北合同・関東・関西北陸中国四国合同）学生大会（大学生・短大生が対象）

## 国内競技連盟
国際スポーツチャンバラ協会に加盟している国内競技連盟には以下がある。
- 日本スポーツチャンバラ協会

日本スポーツ協会や日本レクリエーション協会に所属している。
- フランス柔道柔術剣道及び関連武道連盟 全フランス剣道及び関連武道委員会

国際剣道連盟、国際なぎなた連盟にも加盟している。
他

## 文化作品への登場
- 電波女と青春男(著・入間人間5巻において海辺でイベントを開催するスポチャン爺さんという人物が登場している。)
- 嘘つきみーくんと壊れたまーちゃん(著・入間人間)において「僕」の夢の中でチャンバラを行っているイメージが出てくる。)
- 召喚教師リアルバウトハイスクール(原作・雑賀礼史 著・いのうえ空)においても御剣涼子がチャンバラをやるシーンが描かれている。)
- スポチャン対決! 〜妖怪大決戦〜(2014年公開の劇場アニメ。日本スポーツチャンバラ協会の協力を得ている。）
- 3年B組金八先生- 第4シリーズでスポーツチャンバラがテーマの一つになり、第5シリーズ以降もファイナルまで教室にはスポチャンの備品は設置されていて、時折、スポチャンの話題も出ている。
- スポ×ちゃん!（作・竹下けんじろう 主人公リリィのスポーツチャンバラ部での活躍を描いたスポーツ漫画）